# North Fairfield (Ohio)
North Fairfield es una villa ubicada en el condado de Huron en el estado estadounidense de Ohio. En el Censo de 2010 tenía una población de 560 habitantes y una densidad poblacional de 465,99 personas por km².

## Geografía
North Fairfield se encuentra ubicada en las coordenadas 41°6′17″N 82°36′46″O / 41.10472, -82.61278. Según la Oficina del Censo de los Estados Unidos, North Fairfield tiene una superficie total de 1.2 km², de la cual 1.2 km² corresponden a tierra firme y (0.43%) 0.01 km² es agua.

## Demografía
Según el censo de 2010, había 560 personas residiendo en North Fairfield. La densidad de población era de 465,99 hab./km². De los 560 habitantes, North Fairfield estaba compuesto por el 96.79% blancos, el 0% eran afroamericanos, el 0.18% eran amerindios, el 1.07% eran asiáticos, el 0% eran isleños del Pacífico, el 0.18% eran de otras razas y el 1.79% pertenecían a dos o más razas. Del total de la población el 0.89% eran hispanos o latinos de cualquier raza.